# Skynet 2B
Skynet–2B angol katonai hírközlési műhold, a maga idejében nagyon sikeres volt.

## Küldetés
A katonai hírszerzés az 1960-as évektől használ műholdakat. Az amerikai és a szovjet rendszer után létrehozta a Skynet elnevezésű saját katonai kommunikációs műholdját. Feladata elősegíteni az angol katonai összeköttetések (telefon, fax, távirat) biztonságát, az érdekeltségi területekkel, objektumokkal.

## Jellemzői
Gyártotta a Matra Marconi Space (MMS) francia/angol vegyesvállalat, védelmi rendszert biztosította a Philco Ford, üzemeltette a Paradigm Secure Communications. A legnagyobb felhasználó a Government Communications Headquarters (GCHQ) volt.
Megnevezései: Skynet 2B; COSPAR: 1974-094A; Kódszáma: 7547.
1974. november 23-án a Cape Canaveralból, az LC–17B (LC–Launch Complex) jelű indítóállványról egy Delta–2313 (591/D105) hordozórakétával állították magas Föld körüli pályára (HEO = High-Earth Orbit). Az orbitális pályája 1435,16 perces, 2,2° hajlásszögű, geoszinkron pálya perigeuma 35 727 kilométer, az apogeuma 35 784 kilométer volt.
Üzemanyaggal feltöltött tömege 435, üres tömege 235 kilogramm. Formája hengeres, magassága 810, átmérője 1370 centiméter. Forgás-stabilizált űreszköz. A telemetriai kapcsolatot antennák segítségével, pályakorrekcióit gázfúvókákkal végezték. Az űreszköz felületét napelemek borították, éjszakai (földárnyék) energia ellátását kémiai akkumulátorok biztosították. Szolgálati idejét egy évre tervezték, amit sokszorosan túlteljesített. Hajtóanyaga és gázfúvókája segítette a stabilitást és a pályaadatok tartását.